# Saprosites natalensis
Saprosites natalensis är en skalbaggsart som beskrevs av Louis Albert Péringuey 1901. Saprosites natalensis ingår i släktet Saprosites och familjen Aphodiidae. Inga underarter finns listade i Catalogue of Life.